# Fondation interaméricaine
Pour les articles homonymes, voir IAF.

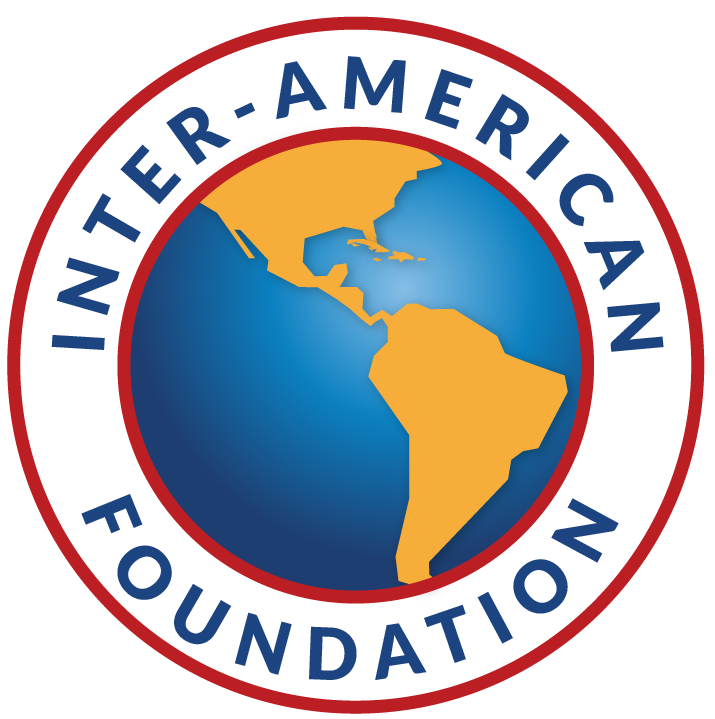
Le sceau de la Fondation interaméricaine

La Fondation interaméricaine (anglais : Inter-American Foundation, IAF) est une agence d'assistance externe aux États-Unis créée en 1969. Elle procède à des financements expérimentaux en Amérique latine et aux Caraïbes, alternatifs à ceux de l'Agence des États-Unis pour le développement international destinés aux gouvernements et aux industries.